# Tracheops
Tracheops là một chi bướm đêm thuộc họ Geometridae.